# Clémont
Clémont is een gemeente in het Franse departement Cher (regio Centre-Val de Loire) en telt 640 inwoners (2004). De plaats maakt deel uit van het arrondissement Vierzon.

## Geografie
De oppervlakte van Clémont bedraagt 48,5 km², de bevolkingsdichtheid is 13,2 inwoners per km².
De onderstaande kaart toont de ligging van Clémont met de belangrijkste infrastructuur en aangrenzende gemeenten.

## Demografie
Onderstaande figuur toont het verloop van het inwonertal (bron: INSEE-tellingen).